# Samuel Campelo
Samuel Rodrigues Carneiro Campelo (Escada, 12 de setembro de 1889 - Recife, 10 de janeiro de 1939) foi um advogado, teatrólogo, jornalista e cronista brasileiro.
Cursou Ciências Jurídicas e Sociais na Faculdade de Direito do Recife, que concluiu em 1912.

## Biografia
Iniciou a escrever seus primeiros artigos de teatro aos 13 anos.
Concluiu o curso de teatro aos 16 anos, quando subiu ao palco pela primeira vez, para encenar a peça Bicho e seu rancho, de Ernesto de Paula Santos.
Sua primeira peça teatral, Engano da peste, estreou em 24 de outubro de 1910.

## Atividades profissionais
Em 1915 foi nomeado promotor público da comarca de Vitória de Santo Antão.
Exerceu a advocacia nas cidades de Jaboatão, Limoeiro, Gravatá e Bezerros, e em todas as cidades participava de movimentos literários.
Fixando residência no Recife em 1919, assumiu cargos de secretário da Faculdade de Medicina do Recife, Secretário de Defesa da Borracha, Escriturário do Tesosuro do Estado de Pernambuco.

## Participação cultural
Foi membro das seguintes entidades culturais:
- Academia Pernambucana de Letras, onde ocupou a cadeira 15;
- Instituto Arqueológico, Histórico e Geográfico de Pernambuco.

Foi nomeado administrador do Teatro de Santa Isabel.
É o patrono da cadeira número 2 da Academia Escadense de Letras.

## Obras publicadas
- Noites de Novena;
- Aves de arribação[2];
- A rosa vermelha;
- Sai, Cartola!;
- Ih, ih!;
- Os vizinhos Jazz Band;
- Vitreaux;
- Terra e mar;
- Uma senhora viúva;
- Rapa coco;
- Variação do verbo amar;
- Agita-se;
- O mistério do cofrfe;
- A madrinha dos cadetes[2];
- Mulato;
- É do loré!;
- Coió transformista;
- Tudo às avessas;
- Tem casa e não casa;
- Mangas do jasmim.